# Who's That Girl (bài hát của Madonna)
"Who's That Girl?" là một bài hát của nghệ sĩ thu âm người Mỹ Madonna nằm trong album nhạc phim của bộ phim năm 1987 cùng tên. Nó được phát hành vào ngày 30 tháng 6 năm 1987 như là đĩa đơn đầu tiên trích từ album bởi Sire Records. Bài hát sau đó cũng xuất hiện trong phiên bản hai đĩa thuộc album tuyển tập của Madonna Celebration (2009). Trong khoảng thời gian thực hiện bộ phim, lúc bấy giờ được gọi là Slammer, Madonna đã đề nghị nhà sản xuất Patrick Leonard phát triển một bản uptempo giúp thể hiện bản chất nhân vật của cô trong phim. Sau đó, nữ ca sĩ còn hỗ trợ viết lời và thu âm giọng hát vào bản thu nháp do Leonard phát triển và quyết định đổi tên bài hát cũng như bộ phim thành "Who's That Girl".
Với sự kết hợp giữa nhiều nhạc cụ như trống, bass và đàn dây, "Who's That Girl" tiếp tục thể hiện niềm đam mê của Madonna với văn hóa Hispanic bằng việc kết hợp lời bài hát tiếng Tây Ban Nha và sử dụng hiệu ứng hát kép. Mặc dù nhận được những phản ứng trái chiều từ các nhà phê bình, nó đã gặt hái những thành công vượt trội về mặt thương mại. Bài hát đứng đầu các bảng xếp hạng ở Bỉ, Canada, Hà Lan, Ireland, Vương quốc Anh và Hoa Kỳ, nơi nó trở thành đĩa đơn quán quân thứ sáu của Madonna trên bảng xếp hạng Billboard Hot 100. Ở những thị trường khác, "Who's That Girl" cũng lọt vào top 10 ở tất cả những quốc gia nó xuất hiện, bao gồm vươn đến top 5 ở Áo, Pháp, Đức, Na Uy, Thụy Điển và Thụy Sĩ. Ngoài ra, nó còn nhận được đề cử giải Grammy cho Bài hát trong phim hay nhất tại lễ trao giải thường niên lần thứ 30 và giải Quả cầu vàng ở hạng mục Bài hát trong phim hay nhất vào năm 1988.
Video ca nhạc cho "Who's That Girl" được đạo diễn bởi Peter Rosenthal, trong đó Madonna hóa thân thành một nhân vật khác mà không phải vai diễn của cô trong phim. Tương tự như nội dung bài hát, nó cũng kết hợp văn hoá Hispanic và phong cách ăn mặc theo phong cách Tây Ban Nha trong hình tượng một phụ nữ trẻ đang tìm kiếm kho báu. Madonna đã biểu diễn nó trong hai chuyến lưu diễn thế giới trong sự nghiệp của cô, bao gồm Who's That Girl World Tour (1987) và Rebel Heart Tour (2015-16). Bài hát cũng được hát lại bởi nhiều nghệ sĩ.

## Danh sách bài hát
| - Đĩa 7" tại châu Âu 1. "Who's That Girl" – 3:58 2. "White Heat" – 4:40 - Đĩa 12" / Đĩa hình 12" giới hạn tại Vương quốc Anh 1. "Who's That Girl" (bản mở rộng) – 6:29 2. "White Heat" (bản LP) – 4:40 | - Đĩa 12" tại Hoa Kỳ / Đĩa 12" giới hạn tại Vương quốc Anh" 1. "Who's That Girl" (bản mở rộng) – 6:29 2. "Who's That Girl" (bản dub) – 5:07 3. "White Heat" (bản LP) – 4:40 - Đĩa CD maxi tại Vương quốc Anh/Đức (1995)' 1. "Who's That Girl" (bản mở rộng) – 6:29 2. "White Heat" – 4:40 |

## Xếp hạng
| Bảng xếp hạng (1987)                     | Vị trí cao nhất |
| ---------------------------------------- | --------------- |
| Úc (Kent Music Report)                   | 7               |
| Áo (Ö3 Austria Top 40)                   | 4               |
| Bỉ (Ultratop 50 Flanders)                | 1               |
| Canada (RPM)                             | 1               |
| Canada Adult Contemporary (RPM)          | 3               |
| Châu Âu (European Hot 100 Singles)       | 2               |
| Pháp (SNEP)                              | 2               |
| Đức (Official German Charts)             | 2               |
| Ireland (IRMA)                           | 1               |
| Ý (FIMI)                                 | 1               |
| Hà Lan (Dutch Top 40)                    | 1               |
| Hà Lan (Single Top 100)                  | 2               |
| New Zealand (Recorded Music NZ)          | 2               |
| Na Uy (VG-lista)                         | 2               |
| Tây Ban Nha (PROMUSICAE)                 | 6               |
| Thụy Điển (Sverigetopplistan)            | 2               |
| Thụy Sĩ (Schweizer Hitparade)            | 2               |
| Anh Quốc (OCC)                           | 1               |
| Hoa Kỳ Billboard Hot 100                 | 1               |
| Hoa Kỳ Adult Contemporary (Billboard)    | 5               |
| Hoa Kỳ Dance Club Songs (Billboard)      | 44              |
| Hoa Kỳ Hot R&B/Hip-Hop Songs (Billboard) | 78              |

| Bảng xếp hạng (1987)                 | Vị trí |
| ------------------------------------ | ------ |
| Australia (Kent Music Report)        | 66     |
| Belgium (Ultratop 50 Flanders)       | 10     |
| Canada (RPM)                         | 12     |
| Europe (European Hot 100 Singles)    | 7      |
| France (SNEP)                        | 15     |
| Germany (Official German Charts)     | 22     |
| Italy (FIMI)                         | 3      |
| Netherlands (Dutch Top 40)           | 5      |
| Netherlands (Single Top 100)         | 9      |
| New Zealand (Recorded Music NZ)      | 14     |
| Norway Summer Period (VG-lista)      | 5      |
| Switzerland (Schweizer Hitparade)    | 10     |
| UK Singles (Official Charts Company) | 20     |
| US Billboard Hot 100                 | 42     |

| Bảng xếp hạng (1980–89)    | Vị trí |
| -------------------------- | ------ |
| Netherlands (Dutch Top 40) | 61     |

## Chứng nhận
| Quốc gia                                                                           | Chứng nhận | Số đơn vị/doanh số chứng nhận |
| ---------------------------------------------------------------------------------- | ---------- | ----------------------------- |
| Pháp (SNEP)                                                                        | Vàng       | 500.000*                      |
| Anh Quốc (BPI)                                                                     | Bạc        | 250.000^                      |
| * Chứng nhận dựa theo doanh số tiêu thụ. ^ Chứng nhận dựa theo doanh số nhập hàng. |            |                               |